# Kajakarstwo na Letnich Igrzyskach Olimpijskich 2020 – K-4 500 m mężczyzn
K-4 500 metrów mężczyzn to jedna z konkurencji w kajakarstwie klasycznym rozgrywanych podczas Letnich Igrzysk Olimpijskich 2020. Kajakarze rywalizowali między 6 a 7 sierpnia na torze Sea Forest Waterway. 

## Terminarz
Wszystkie godziny są podane w czasie tokijskimm (UTC+09:00).
| Data            | Godzina |              |
| --------------- | ------- | ------------ |
| 6 sierpnia 2021 | 10:44   | Eliminacje   |
| 6 sierpnia 2021 | 12:12   | Ćwierćfinały |
| 7 sierpnia 2021 | 10:21   | Półfinały    |
| 7 sierpnia 2021 | 12:37   | Finały       |

## Wyniki

### Eliminacje
Najlepsze dwie osady z każdego biegu awansowały do półfinału pozostałe osady awansowały do ćwierćfinału.
Bieg 1
| Pozycja | Tor | Zawodnicy                                                             | Państwo    | Czas     | Uwagi |
| ------- | --- | --------------------------------------------------------------------- | ---------- | -------- | ----- |
| 1.      | 5   | Tom Liebscher Ronald Rauhe Max Rendschmidt Max Lemke                  | Niemcy     | 1:21,890 | SF    |
| 2.      | 2   | Lachlan Tame Riley Fitzsimmons Murray Stewart Jordan Wood             | Australia  | 1:22,662 | SF    |
| 3.      | 4   | Uładzisłau Litwinau Dźmitryj Natynczyk Ilja Fiedarenka Mikita Borykau | Białoruś   | 1:22,896 |       |
| 4.      | 7   | Yang Xiaoxu Wang Congkang Zhang Dong Bu Tingkai                       | Chiny      | 1:24,264 |       |
| 5.      | 3   | Emanuel Silva João Ribeiro Messias Baptista David Varela              | Portugalia | 1:25,515 |       |
| 6.      | 6   | Keiji Mizumoto Momotaro Matsushita Yusuke Miyata Hiroki Fujishima     | Japonia    | 1:32,295 |       |

Bieg 2
| Pozycja | Tor | Zawodnicy                                                                 | Państwo                     | Czas     | Uwagi |
| ------- | --- | ------------------------------------------------------------------------- | --------------------------- | -------- | ----- |
| 1.      | 5   | Saúl Craviotto Carlos Arévalo Rodrigo Germade Marcus Walz                 | Hiszpania                   | 1:21,658 | SF    |
| 2.      | 4   | Samuel Baláž Denis Myšák Erik Vlček Adam Botek                            | Słowacja                    | 1:21,807 | SF    |
| 3.      | 2   | Nicholas Matveev Mark de Jonge Pierre-Luc Poulin Simon McTavish           | Kanada                      | 1:26,824 |       |
| 4.      | 6   | Artiom Kuzachmietow Aleksandr Siergiejew Roman Anoszkin Maksim Spiesiwcew | Rosyjski Komitet Olimpijski | 1:30,763 |       |
| 5.      | 3   | Bence Nádas Kornél Béke Kolos Csizmadia Sándor Tótka                      | Węgry                       | 1:34,274 |       |

## Ćwierćfinał
Sześć pierwszych osad awansowało do półfinału. Pozostałe osady zostały wyeliminowane.
| Pozycja | Tor | Zawodnicy                                                                 | Państwo                     | Czas     | Uwagi |
| ------- | --- | ------------------------------------------------------------------------- | --------------------------- | -------- | ----- |
| 1.      | 2   | Bence Nádas Kornél Béke Kolos Csizmadia Sándor Tótka                      | Węgry                       | 1:23,727 | SF    |
| 2.      | 5   | Uładzisłau Litwinau Dźmitryj Natynczyk Ilja Fiedarenka Mikita Borykau     | Białoruś                    | 1:23,848 | SF    |
| 3.      | 3   | Yang Xiaoxu Wang Congkang Zhang Dong Bu Tingkai                           | Chiny                       | 1:24,036 | SF    |
| 4.      | 7   | Emanuel Silva João Ribeiro Messias Baptista David Varela                  | Portugalia                  | 1:24,325 | SF    |
| 5.      | 4   | Nicholas Matveev Mark de Jonge Pierre-Luc Poulin Simon McTavish           | Kanada                      | 1:24,979 | SF    |
| 6.      | 6   | Artiom Kuzachmietow Aleksandr Siergiejew Roman Anoszkin Maksim Spiesiwcew | Rosyjski Komitet Olimpijski | 1:25,564 | SF    |
| 7.      | 1   | Keiji Mizumoto Momotaro Matsushita Yusuke Miyata Hiroki Fujishima         | Japonia                     | 1:28,211 |       |

## Półfinały
Pierwsze czatery osady z każdego półfinału awansowały do finału A, pozostałe odpadły z rywalizacji.
Półfinał 1
| Pozycja | Tor | Zawodnicy                                                                 | Państwo                     | Czas     | Uwagi |
| ------- | --- | ------------------------------------------------------------------------- | --------------------------- | -------- | ----- |
| 1.      | 5   | Tom Liebscher Ronald Rauhe Max Rendschmidt Max Lemke                      | Niemcy                      | 1:23,049 | SF    |
| 2.      | 4   | Samuel Baláž Denis Myšák Erik Vlček Adam Botek                            | Słowacja                    | 1:23,799 | FA    |
| 3.      | 3   | Uładzisłau Litwinau Dźmitryj Natynczyk Ilja Fiedarenka Mikita Borykau     | Białoruś                    | 1:24,206 | FA    |
| 4.      | 2   | Artiom Kuzachmietow Aleksandr Siergiejew Roman Anoszkin Maksim Spiesiwcew | Rosyjski Komitet Olimpijski | 1:24,340 | FA    |
| 5.      | 6   | Yang Xiaoxu Wang Congkang Zhang Dong Bu Tingkai                           | Chiny                       | 1:24,653 |       |

Półfinał 2
| Pozycja | Tor | Zawodnicy                                                       | Państwo    | Czas     | Uwagi |
| ------- | --- | --------------------------------------------------------------- | ---------- | -------- | ----- |
| 1.      | 5   | Saúl Craviotto Carlos Arévalo Rodrigo Germade Marcus Walz       | Hiszpania  | 1:24,355 | FA    |
| 2.      | 4   | Lachlan Tame Riley Fitzsimmons Murray Stewart Jordan Wood       | Australia  | 1:24,868 | FA    |
| 3.      | 3   | Bence Nádas Kornél Béke Kolos Csizmadia Sándor Tótka            | Węgry      | 1:24,918 | FA    |
| 4.      | 6   | Emanuel Silva João Ribeiro Messias Baptista David Varela        | Portugalia | 1:25,268 | FA    |
| 5.      | 2   | Nicholas Matveev Mark de Jonge Pierre-Luc Poulin Simon McTavish | Kanada     | 1:25,581 |       |

## Finał
| Pozycja | Tor | Zawodnicy                                                                 | Państwo                     | Czas     | Uwagi |
| ------- | --- | ------------------------------------------------------------------------- | --------------------------- | -------- | ----- |
| złoto   | 5   | Tom Liebscher Ronald Rauhe Max Rendschmidt Max Lemke                      | Niemcy                      | 1:22,219 |       |
| srebro  | 4   | Saúl Craviotto Carlos Arévalo Rodrigo Germade Marcus Walz                 | Hiszpania                   | 1:22,445 |       |
| brąz    | 3   | Samuel Baláž Denis Myšák Erik Vlček Adam Botek                            | Słowacja                    | 1:23,534 |       |
| 4.      | 1   | Artiom Kuzachmietow Aleksandr Siergiejew Roman Anoszkin Maksim Spiesiwcew | Rosyjski Komitet Olimpijski | 1:23,654 |       |
| 5.      | 7   | Uładzisłau Litwinau Dźmitryj Natynczyk Ilja Fiedarenka Mikita Borykau     | Białoruś                    | 1:24,510 |       |
| 6.      | 6   | Lachlan Tame Riley Fitzsimmons Murray Stewart Jordan Wood                 | Australia                   | 1:25,025 |       |
| 7.      | 2   | Bence Nádas Kornél Béke Kolos Csizmadia Sándor Tótka                      | Węgry                       | 1:25,068 |       |
| 8.      | 8   | Emanuel Silva João Ribeiro Messias Baptista David Varela                  | Portugalia                  | 1:25,324 |       |